# Requiem - Fortissimo
Requiem – Fortissimo è il terzo capitolo della Requiem Trilogy ideata dalla Doom metal/Gothic metal band australians Virgin Black. Il disco, secondo album in ordine di uscita del suddetto trittico, è stato pubblicato il 19 febbraio 2008.

## Il disco[2]
Il nuovo lavoro del quartetto australiano si intitola "Requiem - Fortissimo" e si propone come il capitolo finale dell'ideale trilogia concepita dal gruppo capeggiato da Rowan London. Quest'album segna una decisa sterzata nel sound complessivo della band che, nonostante le varie sperimentazioni e contaminazioni, non si era mai spinta oltre un death doom di sapore tipicamente anglosassone, introducendo elementi e distorsioni tipici delle sonorità funeral doom più oscure e sofferenti.
Un caratterizzato da ritmiche lente, oppressive e, a tratti, quasi soffocanti; un disco dalla carica elettrica e dalla violenza decisamente inusuali per i Virgin Black. I brani sono tutti caratterizzati da intervalli fra ritmiche veloci e lente, sorrette da una linea vocale principale sviluppata attraverso un growl profondamente tetro, che si alterna con una seconda linea vocale sinfonica.
Il sound proposto dalla band si distanzia, però, dal classico funeral proposto da band come Shape of Despair e Skepticism, unendo, invece, la violenza sonora degli Evoken con le melodie dei Funeral; il tutto, naturalmente, condito da elementi sinfonici, lirici ed orchestrali.

## Tracce[3]
1. The Fragile Breath - 5:49
2. In Winters Ash - 7:23
3. Silent - 6:42
4. God In Dust - 8:39
5. Lacrimosa (Gather Me) - 2:21
6. Darkness - 11:45
7. Forever - 1:14

## Formazione
- Rowan London - voce, pianoforte, tastiere
- Samantha Escarbe - chitarra, violoncello
- Grayh - basso, voce
- Luke Faz - batteria